# Bùi Cầm Hổ
Bùi Cầm Hổ (chữ Hán: 裴扲虎,1390-1483), là một vị quan triều đình nhà Lê sơ, làm việc cho vua Lê Thái Tổ và Lê Thái Tông. Ông được cử đi sứ sang nhà Minh vào những năm 1433, 1437, 1439.

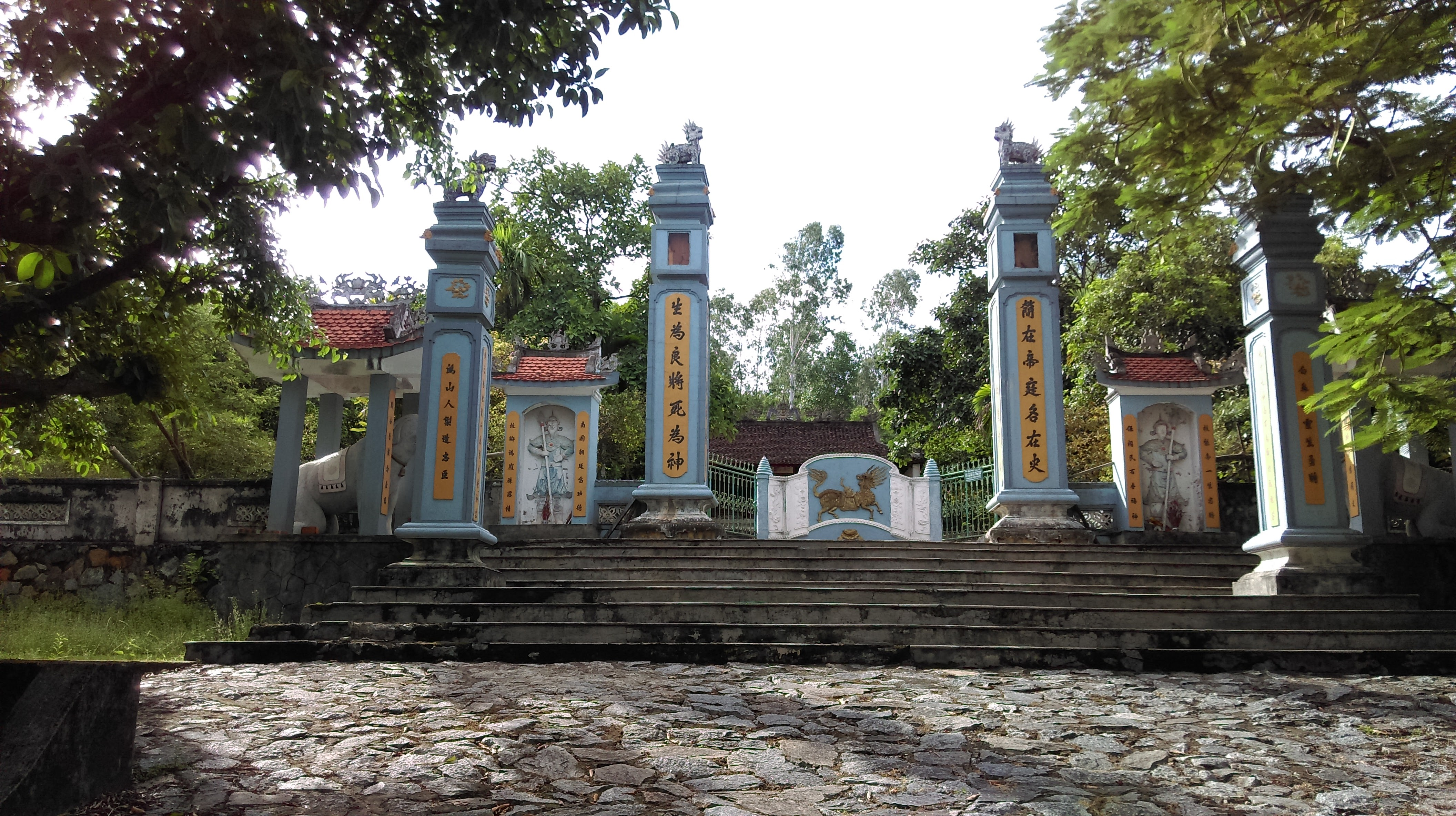
Đền thờ Bùi Cầm Hổ ở thị xã Hồng Lĩnh, Hà Tĩnh.

## Tiểu sử
Bùi Cầm Hổ người làng Đậu Liêu huyện Thiên Lộc, nay thuộc thị xã Hồng Lĩnh, tỉnh Hà Tĩnh. Tục truyền rằng lúc ông đi du học ở Trường An, bấy giờ một người đàn ông đi buôn xa trở về nhà và ăn canh lươn người vợ nấu rồi chết. Khi quan hữu ty bắt tội người vợ, do lươn giống rắn, con nào đầu trắng thì có thể có độc chết người, thì Cầm Hổ đã biện bạch để minh oan cho người đàn bà ấy. Tin ấy đến tai vua, ông được làm quan to.

## Sự nghiệp
Năm 1433, tức 6 năm sau khi Lê Lợi chiến thắng quân Minh, ông cùng với các bồi thần Nguyễn Khả Chi, Trình Thuấn Du đi sứ sang nhà Minh.
Đến triều vua Lê Thái Tông, Bùi Cầm Hổ làm chức Ngự sử Trung thừa, một chức quan can gián giúp việc cho hoàng đế. Hồi vua Thái Tông còn nhỏ, Đại Tư đồ Lê Sát làm phụ chính, chuyên quyền trị nước. Các vị quan Trình Hoàng Bá, Lê Quốc Khí, Đinh Bang Bản, Nguyễn Tông Chí, Lê Đức Dư trước có công về phe với Lê Sát vu cáo Phạm Văn Xảo và Trần Nguyên Hãn, sau vua Thái Tổ đã có lệnh cấm những người đó tham dự triều chính và không được tố cáo nhưng Lê Sát vẫn cố tiến cử với Thái Tông. Lúc đó Bùi Cấm Hổ và Nguyễn Thiên Tích đã thẳng thắn can vua Thái Tông nên theo lời di huấn của cha. Vua Thái Tông nghe theo, cương quyết giữ phép tắc của Lê Thái Tổ, không phục chức cho mấy người đó. Vì thế ông bị tội, đổi ra làm An phủ sứ trấn Lạng Sơn.
Năm 1437, Lê Sát bị vua Lê Thái Tông phạt tội, ông được triệu về kinh đô làm Ngự sử Trung thừa. Nhà vua muốn chém đầu Lê Sát nhưng ông khuyên nên cho Lê Sát được tự tử tại nhà, nhà vua đồng ý.
Vua Lê Thái Tông muốn Lê Đổ làm Chính sự viện đồng Tham nghị; muốn Lương Đăng làm Đô giám Trung thừa, lấy 12 người làm Cục Quan tác, Bùi Cầm Hổ đều khuyên không nên nhưng nhà vua không nghe. Vì những việc can ngăn này, Bùi Cầm Hổ bị giáng hai tư.

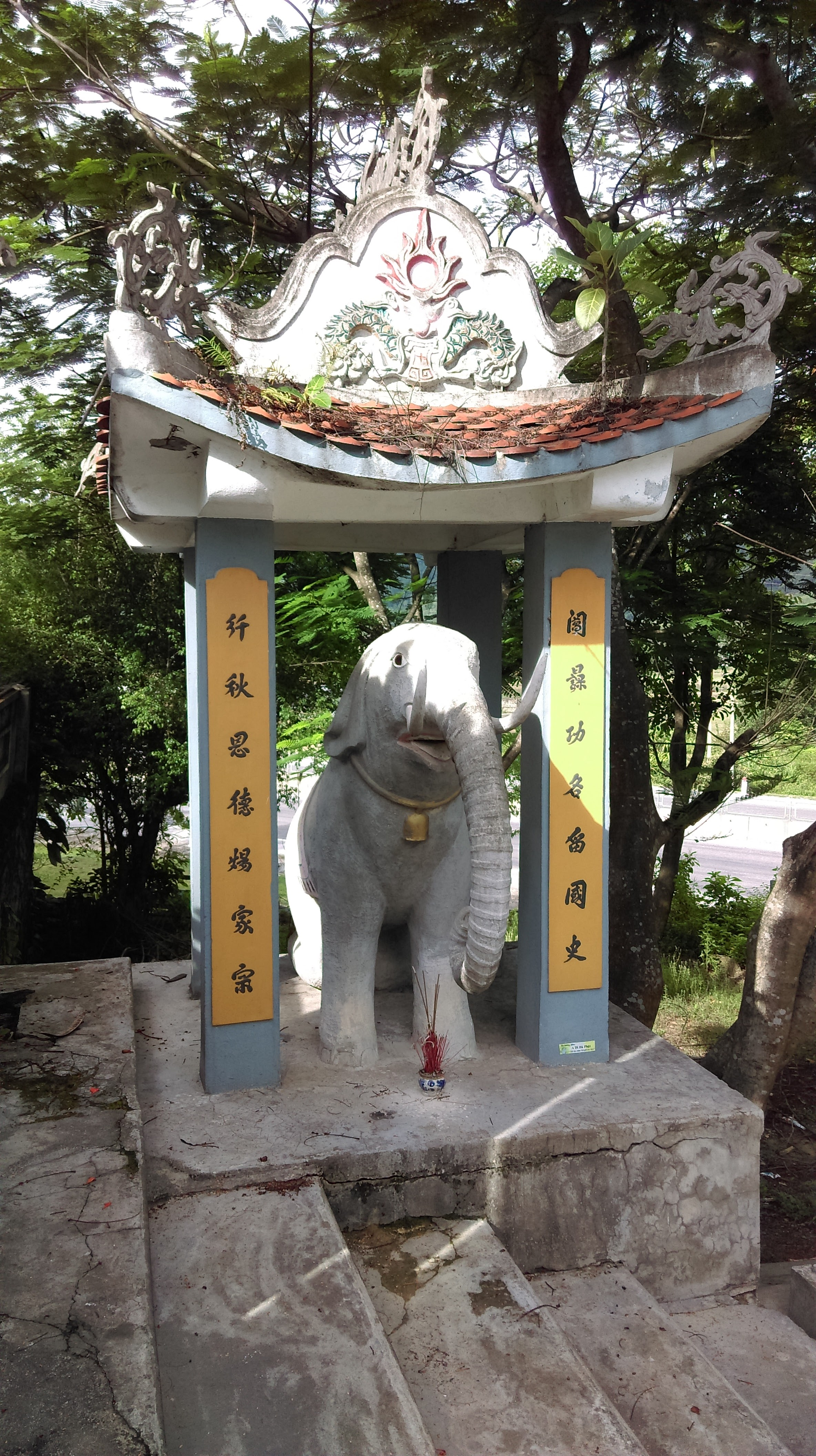
Trước cổng Đền thờ Bùi Cầm Hổ

Mùa đông năm 1438, Bùi Cầm Hổ được sung chức Phó sứ sang nhà Minh về việc biên giới. Năm 1449, Đại Việt hạn hán, nhà vua sai Bùi Cầm Hổ đi cầu đảo ở núi Tản Viên và Tam Đảo, việc không ứng nghiệm. Đầu niên hiệu Thái Hòa, đời vua Nhân Tông, ông kiêm làm Đồng tri Tây đạo, trải làm Tham tri chính sự.
Theo tục truyền viết trong sách Lịch triều hiến chương loại chí, Bùi Cầm Hổ cho xẻ một cái khe ở núi Hồng Lĩnh, cấp nước cho hơn một nghìn khoảnh ruộng, Người trong làm rất cảm ơn, sau này lập đền thờ dưới chân núi Bạch Tỵ.

## Qua đời

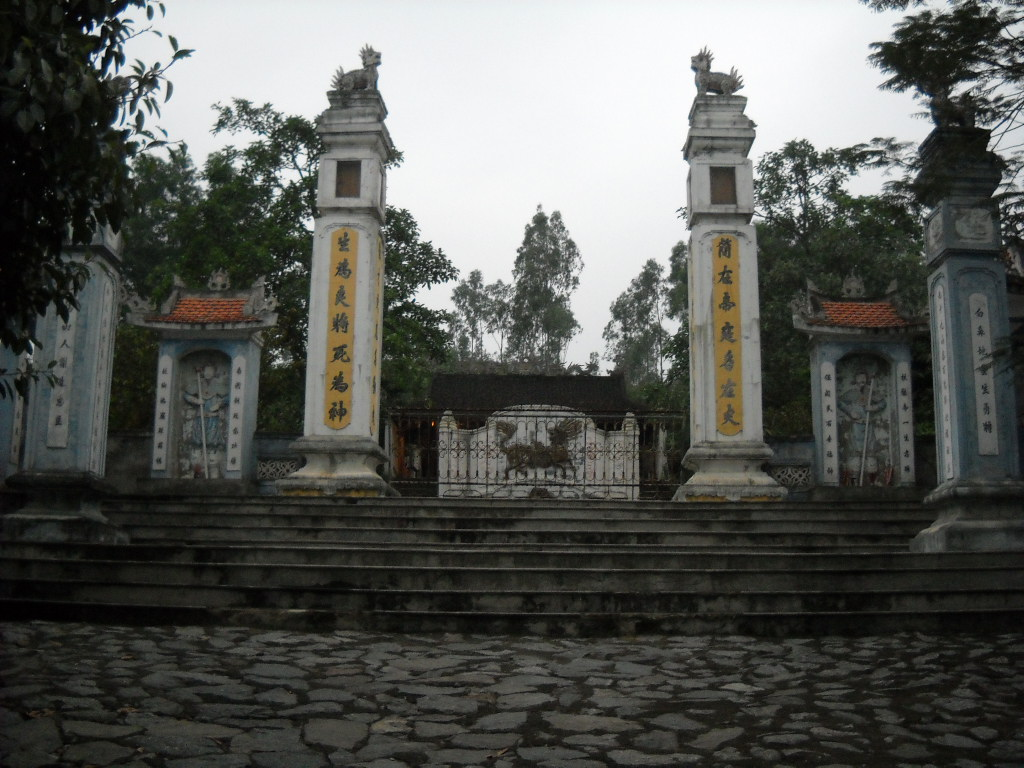
Đền thờ Bùi Cầm Hổ ở Đậu Liêu, Hồng Lĩnh, Hà Tĩnh

Sử sách không chép ông mất vào năm nào, sau khi mất, các triều đều phong phúc thần. Ông được thờ ở Đậu Liêu, thị xã Hồng Lĩnh, tỉnh Hà Tĩnh. Đền thờ hiện nay đã được Bộ Văn hóa - Thông tin xếp hạng di tích lịch sử văn hóa cấp quốc gia.
Tên ông được đặt cho đường ở thành phố Hồ Chí Minh, Đà Nẵng và Quy Nhơn, và Hà Tĩnh.

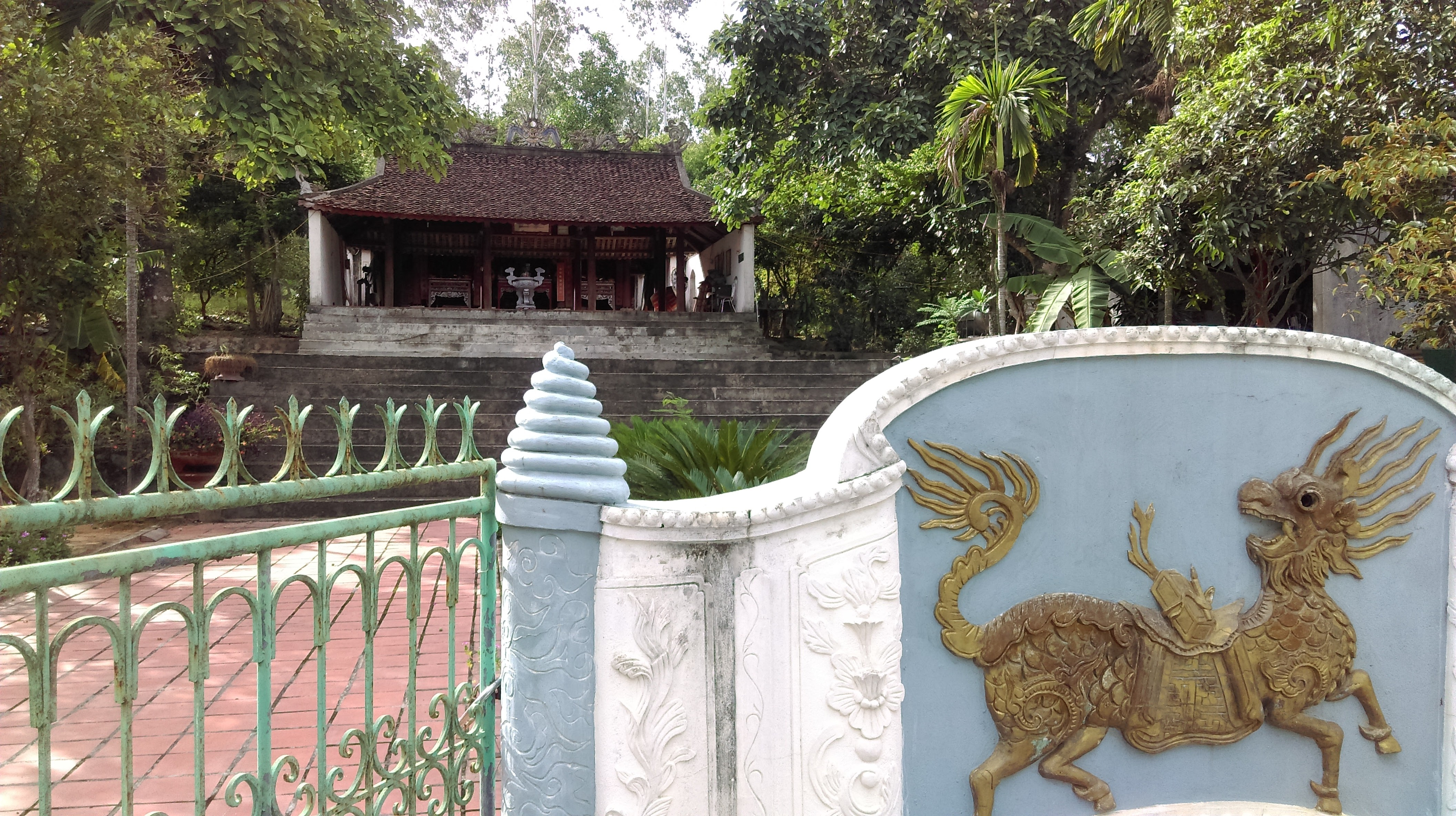
Đền thờ Bùi Cầm Hổ

## Nhân định
Theo Lê Quý Đôn trong sách Kiến văn tiểu lục:
Hồi Lê sơ, vì sau khi loạn lạc, nho sĩ thưa thớt. Người đem thân chầu chực trong triều như Nguyễn Thiên Tích, Bùi Cầm Hổ, phần nhiều bộc lộ chí khí sáng suốt, có những lời nói quả cảm.
- Những câu thơ ca tụng:

Cũng hàng quan lại, cũng triều ban 
Hổ hét ra oai hồi mẹ đẻ 
Cháo lươn giải oán cho người oan 
Ngọn cờ phía bắc còn bia tạc 
Khe núi phía nam bởi đá hàn 